# Sismo de Canterbury de 2011

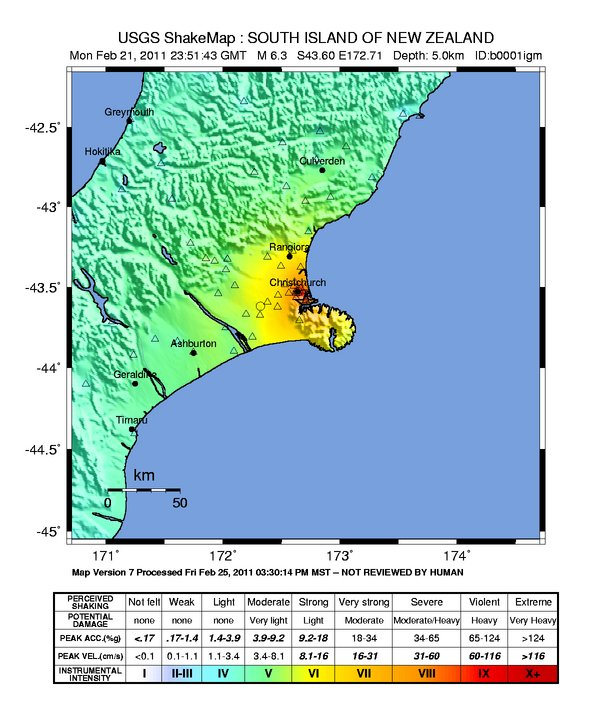
Mapa de intensidade do terremoto, mostrando o epicentro próximo a Christchurch.

Sismo de Canterbury de 2011 (também conhecido como sismo de Christchurch) foi um sismo de 6,3 graus de magnitude que atingiu a Ilha Sul da Nova Zelândia às 12,51 horas de 22 de fevereiro de 2011 (hora local), que corresponde às 23,51 horas de 21 de fevereiro UTC. O número de mortes provocadas pelo sismo foi inicialmente estimado em 159 (em 2 de março de 2011), passando depois para 185.
A região mais afectada foi província de Canterbury, em particular a cidade de Christchurch, situada a 10 km do epicentro do sismo. Essa mesma região já tinha sido atingida por um sismo de 7,1 MW em 4 de setembro de 2010 (mais forte mas, dada a localização do epicentro, sem causar vítimas mortais).